# Ivar (lutador)
Todd Smith (Lynn, 3 de março de 1984) é um lutador de luta profissional estadunidense que atualmente trabalha para a WWE, no programa Raw, sob o nome de ringue Ivar. Ele é mais conhecido como parte da dupla War Machine, agora conhecidos como Viking Raiders, ao lado de Raymond Rowe. Juntamente com Rowe, ele foi IWGP Tag Team Champion e Campeão Mundial de Duplas da ROH.

## Carreira na luta profissional

### Circuito independente (2001–2018)
Smith trabalhou para as promoções Chaotic Wrestling, Millennium Wrestling Federation, NWA New England, New England Championship Wrestling, New England Wrestling Alliance, Front Row Wrestling, Eastern Pro Wrestling e UCW sob diversos nomes de ringue. Smith teve bastante trabalhos em dupla, mais notavelmente, como um dos The Trendsetters com Max Bauer e Pretty Psycho com Psycho. Um ex-aluno de Killer Kowalski, ele e Brian Milonas também são instrutores principais na instalação de treino da Chaotic Wrestling em North Andover, Massachusetts.
Em 3 de junho de 2007, Smith foi um dos vários lutadores envolvidos em uma fundraising patrocinada pela NECW, The Hot Dog Safari, na pista de corridas de Suffolk Downs em East Boston. O evento arrecadou US $ 1.000.000 para The Joey Fund que combate a fibrose cística. Durante o evento, Smith ganhou a disputa, promovida pelo Nathan's Famous, mesmo organizador do Nathan's Hot Dog Eating Contest, com Nikki Roxx ficando em segundo lugar.

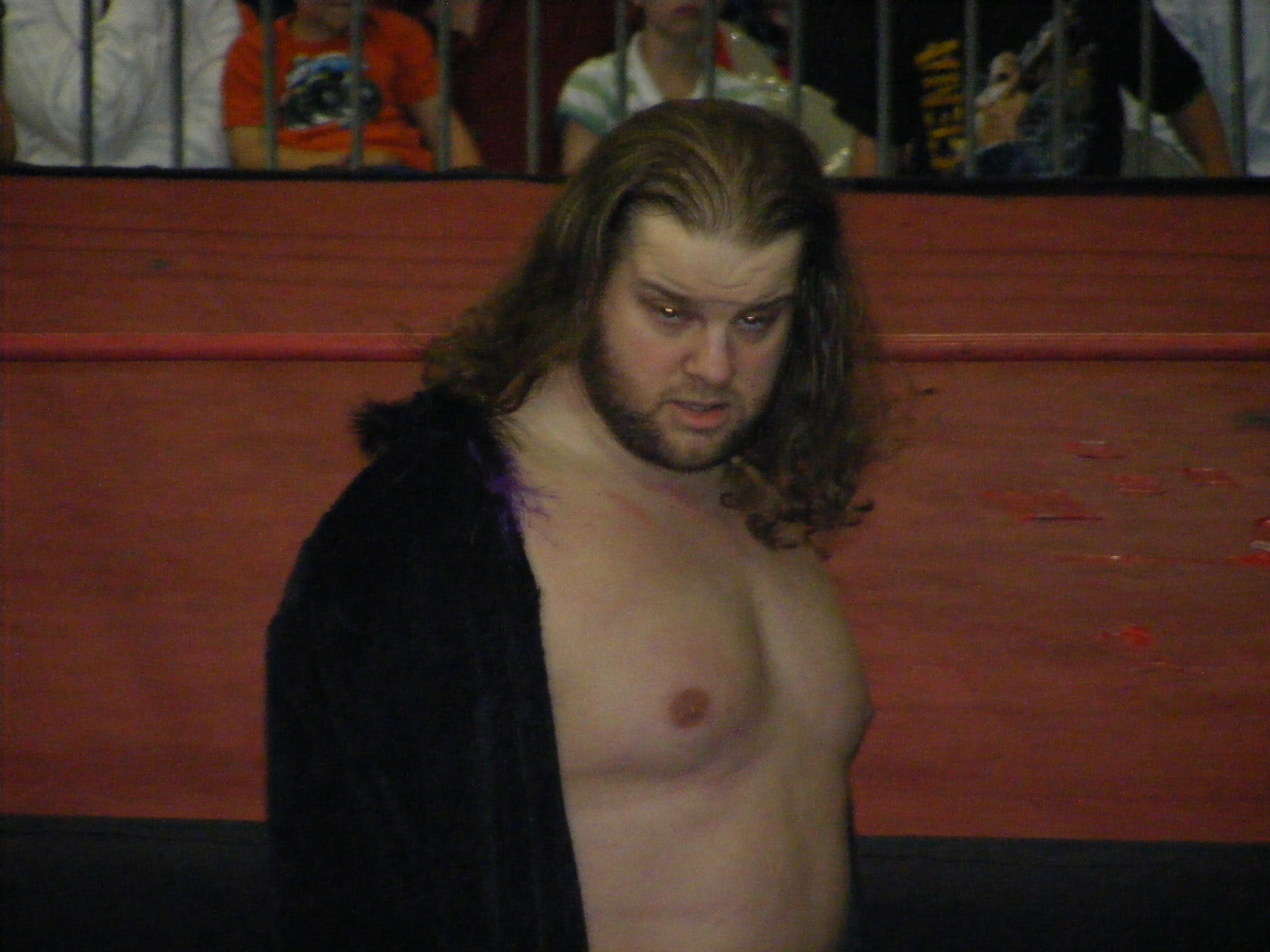
Handsome Johnny em 2008.

Em 16 de fevereiro de 2008, Smith derrotou Brandon Locke pelo NECW Television Championship em Quincy, Massachusetts. O título ficou vago em 22 de abril de 2008, devido a uma lesão que Smith sofreu em uma defesa de título. Em 1 de junho de 2008, Smith se tornou campeão novamente ap´s derrotar Chase Del Monte na final de um torneio em Suffolk Downs.
No final do inverno até a primavera de 2008, uma série de vinhetas com Smith começou a ir ao ar durante os eventos ao vivo da Chaotic Wrestling e na web. Esta série de vinhetas mostrou Handsome Johnny descobrindo-se em uma viagem ao exterior e levando à introdução de "The Duke of Elegance" Don Chesterfield em histórias caóticas. Smith também usou esse personagem para a Eastern Wrestling Alliance, e também para a Front Row Wrestling.
Na NECW, ele mudou seu nome de ringue em 2010 para "Handsome" Johnny Hayes. Ele estava programado para desafiar Brandon Locke pelo PWF Northeast Heavyweight Championship em 19 de fevereiro de 2011 mas foi atacado por uma pessoa desconhecida enquanto deixava uma sessão de fisioterapia.

### World Wrestling Entertainment / WWE (2005–2006; 2014)
Smith esteve em uma luta no Velocity antes do episódio do SmackDown! em 16 de dezembro de 2005, que ele foi derrotado por Doug Basham. Ele fez a sua estréia na WWE em 15 de setembro de 2006 sob o nome de ringue Todd Hansen sendo derrotado por Sylvester Terkay. Em abril de 2014, ele retornou para a WWE para fazer parte de um tryout experimental.

### Ring of Honor (2013–2017)
Smith fez a sua estréia na ROH em 27 de julho, sendo derrotado em uma luta four-corner survival que também envolveu Brian Fury, Kongo e Vinny Marseglia. Poucos meses depois, ele foi anunciado como o oitavo participante na edição de 2014 do Top Prospect Tournament, derrotando Cheeseburger e Andrew Everett antes de vencer o torneio no Wrestling's Finest, derrotando Raymond Rowe na final, para ganhar uma luta pelo Campeonato Mundial Televisivo da ROH contra o então campeão Tommaso Ciampa no Show de 12º Aniversário da promoção, onde ele foi derrotado por Ciampa. Desde então, ele formou uma dupla com aquele que havia derrotado na final do Top Prospect Tournament, Raymond Rowe sob o nome de equipe War Machine. Em 11 de abril, Hanson e Rowe assinaram contratos com a ROH. Em 22 de agosto de 2015, a War Machine derrotou Killer Elite Squad (Davey Boy Smith Jr. e Lance Archer) em uma luta sem o título em jogo logo após os desafiando pelo GHC Tag Team Championship, título da promoção japonesa Pro Wrestling Noah. A War Machine recebeu sua chance pelo título no Japão em 19 de setembro, mas foram derrotados para a Killer Elite Squad. Em 18 de setembro no Final Battle, a War Machine derrotou The Kingdom (Matt Taven e Michael Bennett) para conquistar o Campeonato Mundial de Duplas da ROH. Eles perderam o título para The Addiction (Christopher Daniels e Frankie Kazarian) em 9 de maio de 2016, no War of the Worlds. A War Machine deixou a ROH em 16 de dezembro de 2017.

### Japão (2015–2018)
Em 14 de setembro de 2015, Hanson e Rowe fizeram sua estréia pela promoção japonesa Pro Wrestling Noah, fazendo equipe com Takashi Sugiura em uma luta six-man tag team no evento principal, onde eles derrotaram Suzuki-gun (Davey Boy Smith Jr., Lance Archer e Minoru Suzuki). Isso levou a uma luta cinco dias depois, onde a War Machine desafiou sem sucesso Smith e Archer pelo GHC Tag Team Championship.
Em novembro de 2016, a War Machine fez sua estréia na New Japan Pro Wrestling (NJPW) após entrarem no World Tag League de 2016. Eles acabaram o torneio em 7 de dezembro com um recorde de quatro vitórias e três derrotas, falhando em avançar para a final.
Em 9 de abril de 2017, no Sakura Genesis 2017, a War Machine derrotou Tencozy (Hiroyoshi Tenzan e Satoshi Kojima) para conquistar o IWGP Tag Team Championship. Eles perderam o título para Guerrillas of Destiny (Tama Tonga e Tanga Loa) em 11 de junho no Dominion 6.11 in Osaka-jo Hall, recuperando-o em uma luta sem desqualificações em 1 de julho no G1 Special in USA. Eles perderam o título para Killer Elite Squad em uma three-way match, que também envolvia Guerrillas of Destiny, em 24 de setembro no Destruction in Kobe.

### Retorno para a WWE (2018–presente)
Em 16 de janeiro de 2018, a WWE, via WWE.com, anunciou que Hanson havia assinado um contrato com a companhia e seria mandado para o WWE Performance Center. Na edição de 11 de abril de 2018 do NXT, ele e Rowe, agora conhecidos como os War Raiders, fizeram sua estréia na TV, atacando Heavy Machinery (Otis Dozovic e Tucker Knight) e a equipe de Riddick Moss e Tino Sabbatelli.

## No wrestling
- Movimentos de finalização

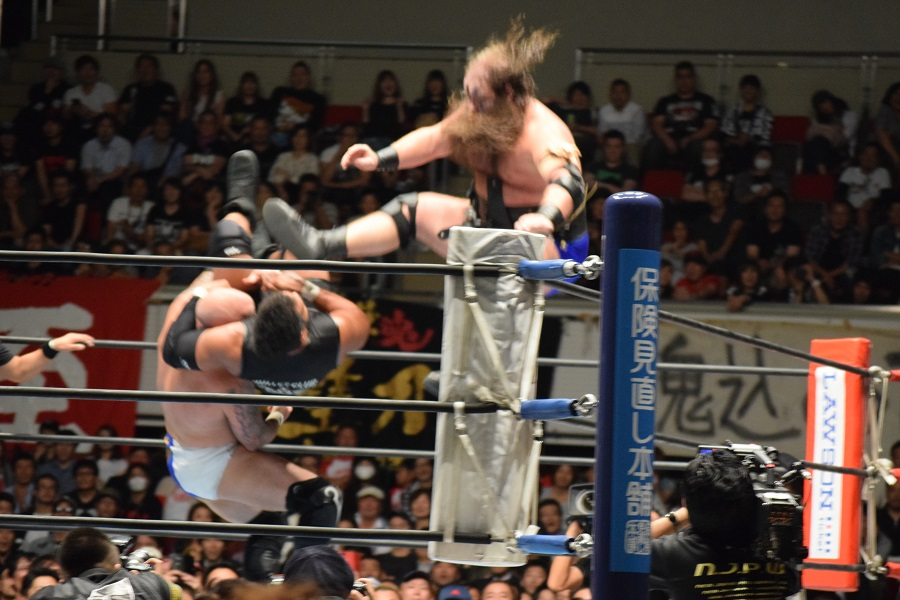
War Machine aplicando um Fallout em Tanga Loa.

  - Sin City Plunge (Sitout double underhook powerbomb)
  - Spin Kick of Doom (Spin kick)[26][27]
- Movimentos secundários
  - Cartwheel lariat[26][28]
  - Diving splash
  - Moonsault[26][29]
  - Handsome Slam  (Sidewalk slam)[28]
  - Snake eyes[26]
- Com Raymond Rowe/Ray Rowe
  - Movimentos de finalização da dupla
    - Fallout (Belly-to-back suplex (Rowe) / diving leg drop (Hanson))[28]

  - Movimentos secundários da dupla
    - Double chokeslam[28]
    - Hanson ataca um oponente caído com um powerbomb em Rowe[28]
- Apelidos
  - "War Beard"[30]
- Temas de entrada
  - "Blood and Tears" por Eric Baumont e Jean-Michel Bacou (ROH)

## Títulos e prêmios
- Brew City Wrestling

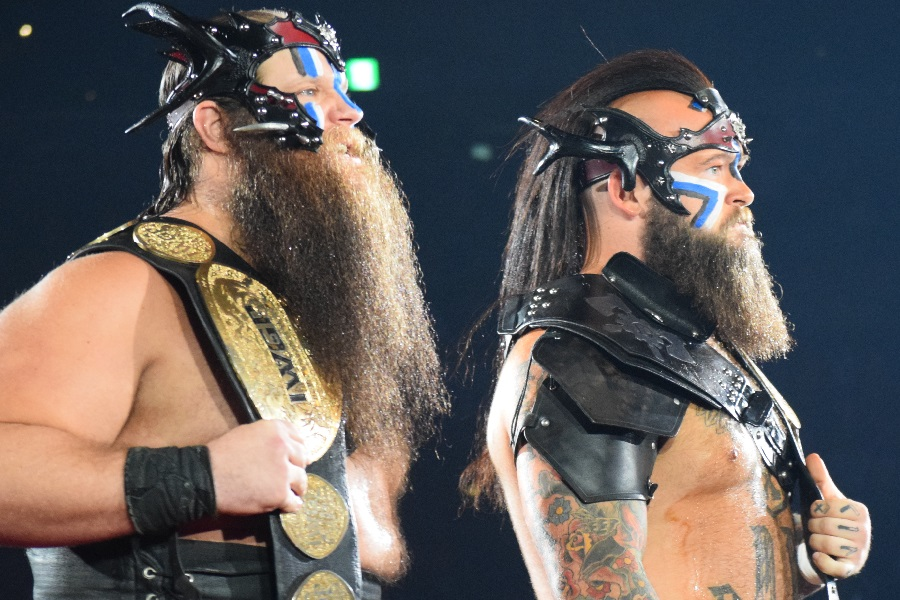
Hanson e Raymond Rowe como IWGP Tag Team Champions.

  - BCW Tag Team Championship (1 vez) – com Raymond Rowe
- Chaotic Wrestling
  - Chaotic Wrestling Heavyweight Championship (3 vezes)[31][32]
  - Chaotic Wrestling Tag Team Championship (2 vezes) – com Psycho[33][34]
- Millennium Wrestling Federation
  - MWF Heavyweight Championship (1 vez)[35][36]
  - MWF Tag Team Championship (1 vez) – com Beau Douglas[37][38]
- New Japan Pro Wrestling
  - IWGP Tag Team Championship (2 vezes) – com Raymond Rowe[22][24]
- NWA New England
  - NWA New England Television Championship (1 vez)[39][40]
  - NWA New England Tag Team Championship (1 vez) – com Beau Douglas[41][42]
- New England Championship Wrestling
  - NECW Television Championship (2 vezes)[43][44]
  - IRON 8 Championship (2010)
- New England Wrestling Alliance
  - NEWA Heavyweight Championship (1 vez)
- Northeast Wrestling
  - NEW Heavyweight Championship (1 vez)
- Pro Wrestling Illustrated
  - PWI classificou-o em #108 dos 500 melhores lutadores individuais na PWI 500 em 2016[45]
- Ring of Honor
  - ROH World Tag Team Championship (1 vez) – com Ray Rowe[15]
  - Top Prospect Tournament (2014)
- Ultimate Championship Wrestling
  - UCW Tag Team Championship (1 vez) – com Beau Douglas
- VIP Wrestling
  - VIP Tag Team Championship (1 vez) – com Raymond Rowe[46]
- What Culture Pro Wrestling
  - WCPW Tag Team Championship (1 vez) – com Ray Rowe[47]
- WWE
  - NXT Tag Team Championship (1 vez) – com Rowe
  - RAW Tag Team Championship( 1 vez, atual) – com Erik
- Xtreme Wrestling Alliance
  - XWA Heavyweight Champion (1 vez)
- Outros títulos
  - OW Tag Team Championship (1 vez) – com Psycho